# Pfetterhouse
Pfetterhouse (deutsch Pfetterhausen, elsässisch Pfatterhüsa) ist eine französische Gemeinde mit 967 Einwohnern (Stand 1. Januar 2022) im Département Haut-Rhin in der Region Grand Est (bis 2015 Elsass). Die Einwohner nennen sich auf Französisch Pfetterhousiens oder Pfetterhousiennes. Das Gemeindewappen zeigt eine „Schneegans“. Pfetterhouse ist Mitglied des Gemeindeverbandes Sud Alsace Largue.

## Geografie
Pfetterhouse liegt im südwestlichen Sundgau und grenzt direkt an das Département Territoire de Belfort und den Schweizer Kanton Jura. Die Nachbargemeinde ist dort Basse-Vendline. Die elsässischen Nachbargemeinden sind Seppois-le-Bas, Seppois-le-Haut, Durlinsdorf, Mooslargue und Courtavon.

## Geologie
Pfetterhouse liegt ganz am Südrand des Sundgauer Tertiärhügellandes. Den Untergrund des Ortskerns bilden bereits die Oberjuragesteine des Faltenjuras.

## Geschichte
Eine erste Erwähnung der Örtlichkeit stammt aus dem Jahr 732 mit dem lateinischen Namen Petrosa, was auf eine steinige, das heißt eine Römerstraße verweisen kann. Gemäß Ausführungen des Archäologen Karl Gutmann könnte der Name aber auch von einem Steinbruch für eine römische Station im Largtal abgeleitet sein. Später gaben die Alemannen dem Dorf den Namen „Pfetterhausen“.
Bis 1324 gehörte der Ort zur Grafschaft Pfirt. Durch die Heirat der Johanna von Pfirt mit Erzherzog Albrecht von Österreich kam er an die Habsburger. Mit dem Westfälischen Frieden von 1648 ging Pfetterhausen wie die gesamten habsburgischen Besitzungen im Elsass an die französische Krone. Das im Dreißigjährigen Krieg verwüstete Dorf wurde im Lauf des 17. Jahrhunderts mit Siedlern aus Tirol und der Schweiz besetzt.
Ursprünglich umfasste das Dorf zwei Ortsteile mit je eigener Kirche. Die untere, ältere Kirche hatte als Patronin die heilige Maria, später Antonius (daran erinnert der Étang de St.-Antoine) und ab 1842 Sankt Gereon. Sie blieb Gotteshaus bis 1889. Von ihr erhalten sind noch Steinstufen beim Gefallenendenkmal. Die Kirche des oberen Ortsteils befand sich am Eingang der Rue de la Montagne (beim Haus Nr. 2). Sie war St. Dizier, später Sankt Leodegar geweiht und erscheint in den Urkunden 1592 als Sankt-Nikolaus-Kapelle. Diese wurde während der Revolution 1792 als Nationalgut verkauft und in eine Stallscheune umgewandelt.1802 wurden die beiden Pfarreien vereinigt.    
Westlich von Pfetterhausen lag einst das im 15. Jahrhundert abgegangene Dorf Gerschweiler (erstmals 1181 als Geriviler und letztmals 1400 erwähnt). Die Gemarkung des aufgegebenen Dorfes kam an Pfetterhausen. Es könnte beim ersten Armagnaken-Einfall zerstört oder bei einer Pestepidemie von Überlebenden verlassen worden sein, wie eine Sage behauptet. Es hätten nur 10 Familien überlebt, die dann nach Pfetterhausen flüchteten, wo sie sich ein eigenes Gotteshaus bauen mussten. Noch erinnern Flurnamen an das Dorf: Gerschwillermatten, Gerschwillerwald (Bois de Gerschwiller), Gerschwiller Weiher (Étangs de Gerschwiller). Bei Pfetterhausen lag auch der Weiler Bauerhof, der 1883 niederbrannte    
Von 1871 bis 1920 gehörte der Ort zum Reichsland Elsass-Lothringen. Westlich des Ortes befand sich das Dreiländereck zwischen Deutschland, Frankreich und der Schweiz. Bekannt war zu dieser Zeit vor allem der „Dreigrenzenstein“ Borne des Trois Puissances.
Zur Vermeidung des deutschen Einfuhrzolls für ihre Produkte entstanden zahlreiche Niederlassungen Schweizer Uhrmachereien im Grenzort. Vor diesem Hintergrund ist die Eröffnung der Bahnstrecke Dammerkirch–Pfetterhausen am 29. September 1910 zu sehen, die Verlängerung vom Bahnhof Pfetterhausen zum Schweizerischen Grenzbahnhof Bonfol ging am 27. Oktober 1910 in Betrieb. Nach der Einstellung des Bahnbetriebs 1971 sind noch Reste des ehemaligen Bahnhofs Pfetterhausen erhalten. Das groß dimensionierte Empfangsgebäude wurde zu einem Mehrfamilienhaus umgebaut. Im Ersten Weltkrieg erlitt der Ort erhebliche Kriegsschäden.
Nach 1920 wurde der Ort, da sich die französische Sprache im ursprünglich deutschsprachigen Elsass immer mehr ausbreitete, „Pérouse“ genannt. Daraus wurde später „Pfetterhouse“. Die Uhrenindustrie ging nach der Angliederung an Frankreich nieder.
1940–1944 gehörte der Ort mit dem unter deutscher Zivilverwaltung stehenden Elsass noch einmal zu Deutschland.

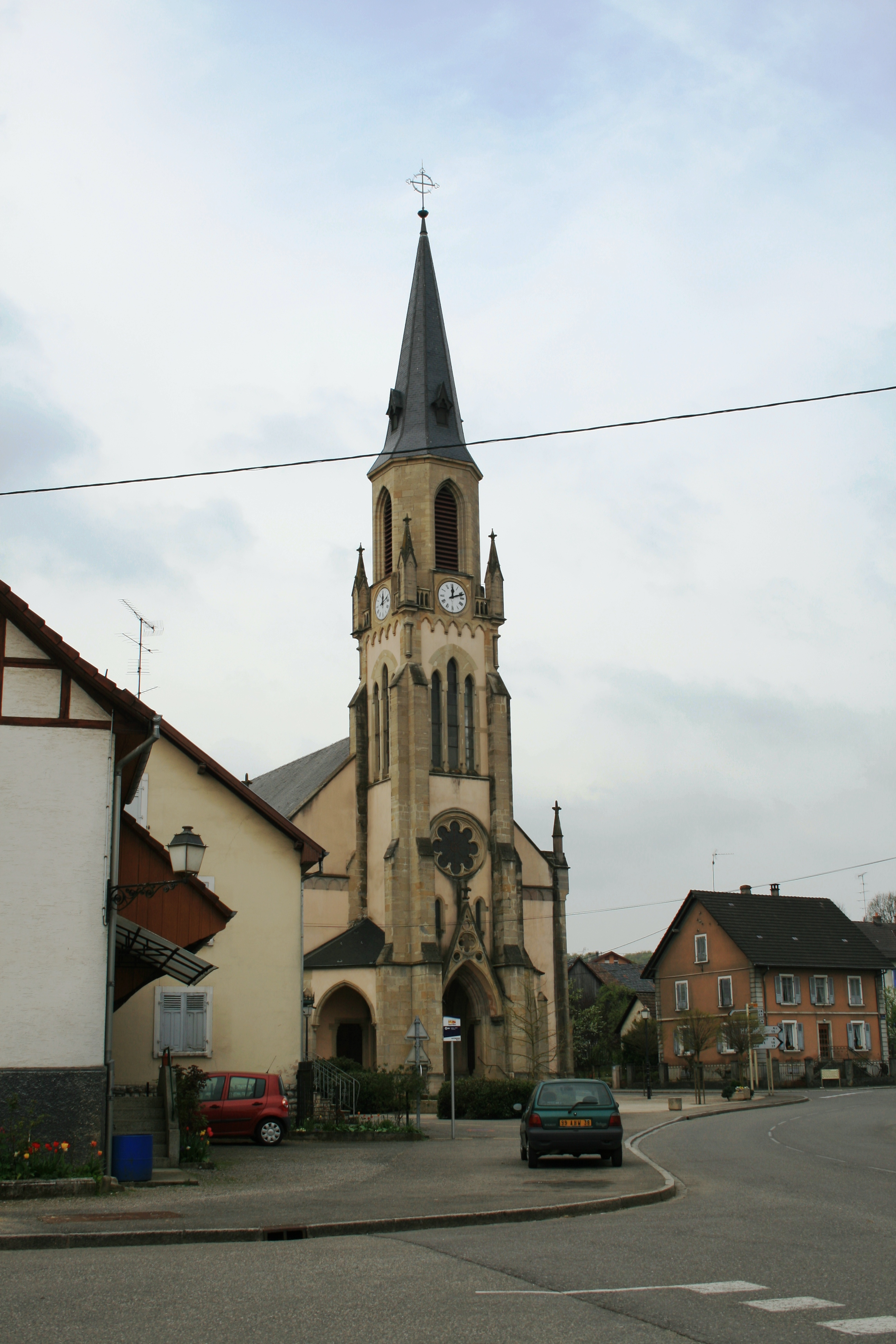
Kirche Saint-Géréon in Pfetterhouse
Pfetterhouse 1914–1918
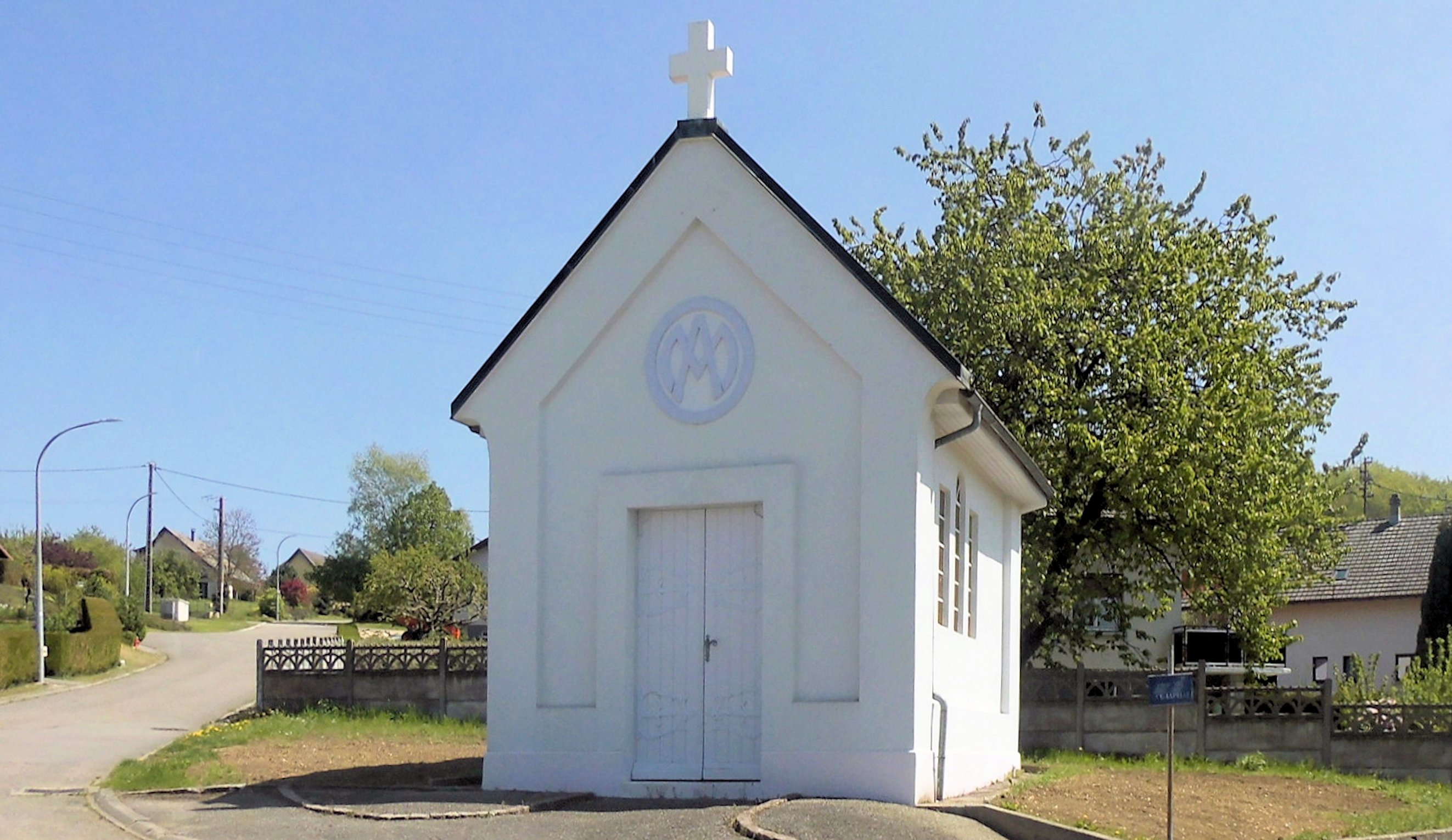
Kapelle der Heiligen Jungfrau Maria
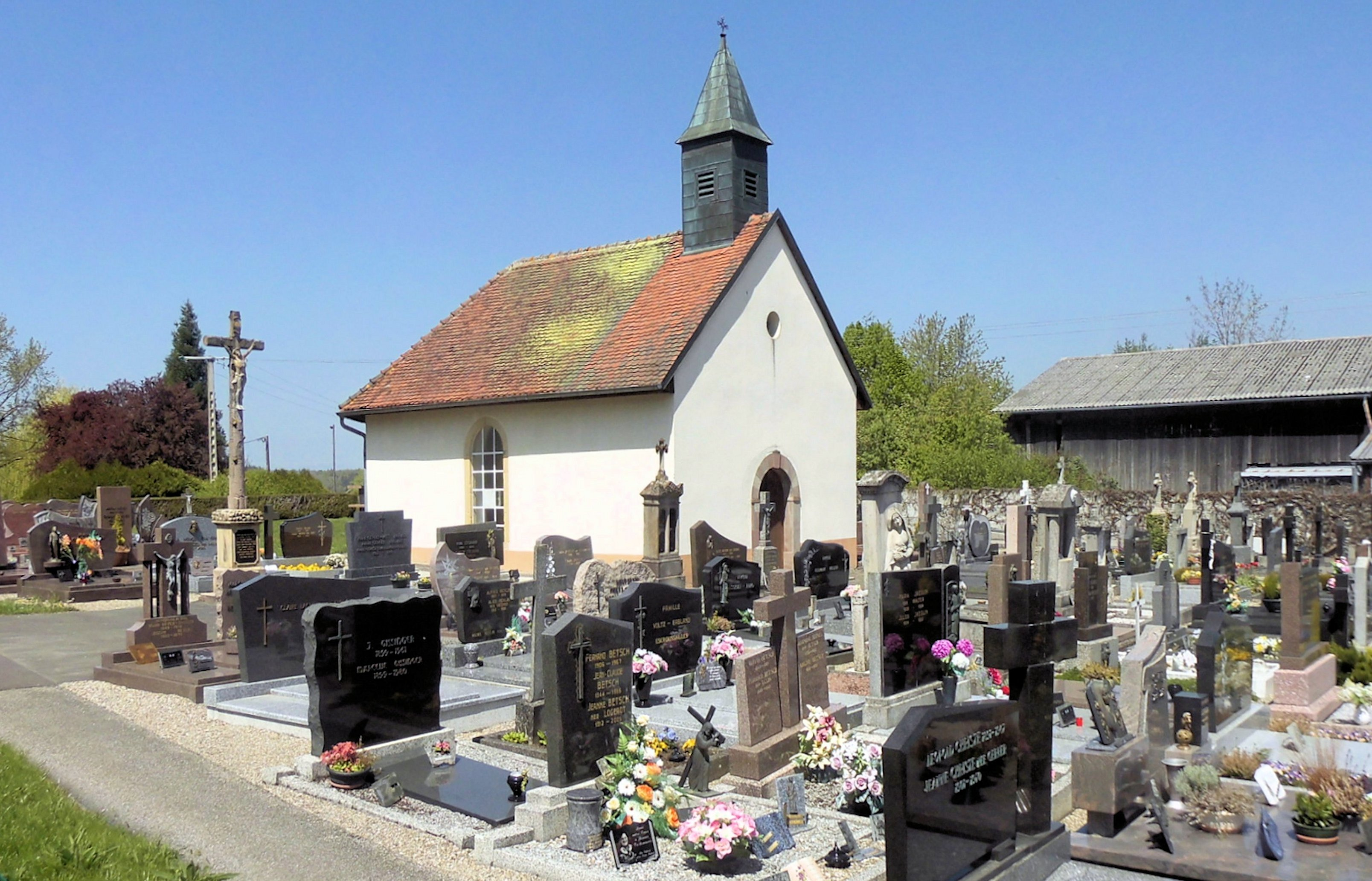
Grabkapelle der Jungfrau der Leiden, die die Gräber der Priester schützt

## Bauwerke
Die neugotische Pfarrkirche Sankt Gereon wurde 1884 bis 1888 nach Plänen des seinerzeit renommierten Architekten Charles Winckler erbaut. Der vom Mülhausener Stadtbaumeister  Alexandre Louvat entworfene Turm entstand erst um 1900. Spätmittelalterliches Vesperbild (Pietà). Rinckenbach-Orgel.
Ehemaliges Schulhaus (Mairie) ist ein stattlicher Walmdachbau aus dem Second Empire (dem Zweiten Kaiserreich, um die Jahrhundertmitte erbaut) mit Eckquadern und risalitartig betonter Fassadenmitte, die von einem Dreiecksgiebel bekrönt und mit Pilastern gegliedert ist. Eine doppelläufige Freitreppe führt zu den beiden Rundbogeneingängen.
Der ehemalige Bahnhof wurde 1910 zur Reichslandzeit als Grenzstation errichtet (siehe oben unter Geschichte). 1965 wurde der Personenverkehr, 1969 der Güterverkehr eingestellt. Die großen, mehrteiligen Rundbogenfenster des Erdgeschosses und der Mittelbau mit hohen, mit Krüppelwalmen versehenen Giebeln zur Straßen- und Bahnsteigseite gaben dem Bau ein seiner Funktion entsprechendes stattliches Aussehen.

## Bevölkerungsentwicklung
| Jahr      | 1962 | 1968 | 1975 | 1982 | 1990 | 1999 | 2006 | 2016 |
| --------- | ---- | ---- | ---- | ---- | ---- | ---- | ---- | ---- |
| Einwohner | 789  | 809  | 906  | 924  | 971  | 972  | 1027 | 1000 |